# Songs from Tsongas - Yes 35th Anniversary Concert
Songs from Tsongas - Yes 35th Anniversary Concert è un DVD del gruppo britannico progressive rock Yes, pubblicato nel 2005.

## Il video
Il video fu registrato durante l'ultima data del Spring 2004 North American Tour (35th Anniversary Tour), a Lowell, Massachusetts, USA, il 15 maggio 2004 al Paul E. Tsongas Arena. Nella set list del concerto sono presenti anche alcuni brani acustici che gli Yes hanno presentato per la prima volta durante questo tour. La scenografia molto particolare usata durante questo tour fu progettata e creata da Roger Dean.
Il doppio DVD fu pubblicato come ultimo evento delle celebrazioni per i 35 anni di vita degli Yes.

## Tracce

### Disco 1
1. Intro/Firebird Suite - 1:56
2. Going for the One - 5:20
3. Sweet Dreams - 6:34
4. I've Seen All Good People - 6:37
5. Mind Drive Parts 1 & 2 - 6:56
6. South Side of the Sky - 9:56
7. Turn of the Century - 7:50
8. My Eyes/Mind Drive Part 3 - 6:51
9. Your Is Not Disgrace - 12-14

### Disco 2
1. The Meeting Room/The Meeting (acustica) - 3:24
2. Long Distance Runaround (acustica) - 3:28
3. Wonderous Stories (acustica) - 4:05
4. Time Is Time (acustica) - 2:32
5. Roundabout (acustica) - 5:45
6. Show Me (acustica) - 3:56
7. Owner of a Lonely Heart (acustica) - 4:30
8. Second Initial (acustica) - 5:00
9. Rhythm of Love - 5:13
10. And You And I - 11:08
11. Ritual - 19:01
12. Every Little Thing - 4:53
13. Starship Trooper - 12:19

## Formazione
- Jon Anderson - voce
- Steve Howe - chitarra
- Chris Squire - basso
- Alan White - batteria
- Rick Wakeman - tastiere